# Iglesia de Santa María la Mayor (Peñarroya de Tastavins)
La iglesia de Santa María la Mayor de Peñarroya de Tastavins (Provincia de Teruel, España).
Se trata de un edificio construido en el siglo XVIII en estilo barroco renacentista. Su fábrica es de mampostería combinada con sillar y conforma un rotundo volumen claramente diferenciado del resto del caserío. 

## Características
Planta de tres naves, crucero no acusado en planta pero sí en alzado y cabecera recta con tres capillas. La nave central es más elevada que las laterales y está cubierta por bóvedas vaídas, mientras que el crucero se cubre con una gran cúpula, traducida al exterior en un tambor octogonal.
La fachada principal tiene una gran plasticidad y contrasta con el sobrio exterior del edificio. Está rematada por un hastial de perfil mixtilíneo y se abre en un amplio arco de medio punto que cobija la portada de corte clasicista, dividida en dos cuerpos. 
A los pies, en el lado de la Epístola, se alza la esbelta torre de tres cuerpos, siendo cuadrados los dos primeros y octogonal el último, que cumple la función de cuerpo de campanas, por lo que se presenta abierto en sus ocho caras por arcos de medio punto.